# Thouinia brachybotrya
Thouinia brachybotrya är en kinesträdsväxtart som beskrevs av Donn. Smith. Thouinia brachybotrya ingår i släktet Thouinia och familjen kinesträdsväxter. Inga underarter finns listade i Catalogue of Life.